# Pseuderesia ouesso
Pseuderesia ouesso är en fjärilsart som beskrevs av Henry Stempffer 1962. Pseuderesia ouesso ingår i släktet Pseuderesia och familjen juvelvingar. Inga underarter finns listade i Catalogue of Life.